# Yoshimi Yamashita
Yoshimi Yamashita (Japans: 山下良美, Yamashita Yoshimi) (Tokio, 20 februari 1986) is een Japanse voetbalscheidsrechter.
Met haar aanstelling als voetbalscheidsrechter op het wereldkampioenschap voetbal van 2022 behoort zij met Stéphanie Frappart en Salima Mukansanga tot de eerste drie vrouwen ooit die als scheidsrechter een voetbalwedstrijd mogen leiden op een wereldkampioenschap voetbal voor mannen.

## Carrière
Yamashita floot op het wereldkampioenschap voetbal vrouwen van 2019 en de Olympische Zomerspelen van 2020 in Tokio. Ze debuteerde in 2022 op het hoogste niveau in het mannenvoetbal door als eerste vrouwelijke scheidsrechter ooit in de Aziatische Champions League en in de Japanse J1 League te fluiten.
 Abdulrahman Al-Jassim ·  Iván Barton ·  Chris Beath ·  Raphael Claus ·  Matthew Conger ·  Ismail Elfath ·  Mario Escobar ·  Alireza Faghani ·  Stéphanie Frappart ·  Bakary Gassama ·  Mustapha Ghorbal ·  Victor Gomes ·  István Kovács ·  Danny Makkelie ·  Szymon Marciniak ·  Said Martínez ·  Antonio Mateu Lahoz ·  Andrés Matonte ·  Mohammed Abdulla Mohamed ·  Salima Mukansanga ·  Maguette Ndiaye ·  Ma Ning ·  Michael Oliver ·  Daniele Orsato ·  Kevin Ortega ·  César Arturo Ramos ·  Fernando Rapallini ·  Wilton Pereira Sampaio ·  Daniel Siebert ·  Janny Sikazwe ·  Anthony Taylor ·  Facundo Tello ·  Clément Turpin ·  Jesús Valenzuela ·  Slavko Vinčić ·  Yoshimi Yamashita
Videoscheidsrechters:  Abdulla Al-Marri ·  Julio Bascuñán ·  Pol van Boekel ·  Jérôme Brisard ·  Bastian Dankert ·  Ricardo de Burgos Bengoetxea ·  Shaun Evans ·  Drew Fischer ·  Marco Fritz ·  Nicolás Gallo ·  Leodán González ·  Fernando Guerrero ·  Alejandro Hernández ·  Massimiliano Irrati ·  Redouane Jiyed ·  Tomasz Kwiatkowski ·  Juan Martínez Munuera ·  Benoît Millot ·  Juan Soto ·  Muhammad Taqi ·  Paolo Valeri ·  Mauro Vigliano ·  Armando Villarreal ·  Adil Zourak